# RiRi (歌手)
RiRi（リリ、1959年 - ）は、天津生まれの女性歌手。1992年に張 麗華（チョウ レイカ）から麗麗（リリ）に改名。1995年頃にはLili表記で活動していた。
父は中国人、母は日本人の残留婦人。次女として生まれ、1974年に母と共に日本へ。TBSの『街かどテレビ11:00』出演をきっかけにスカウトされ、1984年に歌手デビューに至ったという。

## ディスコグラフィ

### シングル
張 麗華
- 「放浪飯店」（ワーナーパイオニア、L-1657、1984年） -  デビュー曲。全日本有線放送新人賞を受賞。
- 「再見」（ワーナーパイオニア、L-1697、1985年） - B面は「花のブルース」。
  - 「再見」（ワーナーパイオニア、1985年） - B面が中国語バージョンのもの。
- 「哀別」（ワーナーパイオニア、L-1722、1985年）
- 「楊貴妃」（ワーナーパイオニア、L-1737、1986年）

麗麗
- 「大阪湾」（TDKレコード、TDST-1030、1992年10月25日）

Lili
- 「いつまでも…」（ビクター、VIDL-10603、1995年1月21日） - テレビ朝日『謎ジパング あなたの知らない日本』エンディング・テーマ[2]

### アルバム
張 麗華
- 「山田耕筰を歌う。生誕百年記念。」（ワーナーパイオニア、L-6152、1985年）
- 「石坂まさを一人旅して 日本全国わが町音頭」（ワーナーパイオニア、1986年）※岡野勝二と共演。カセットテープで全51巻。

麗麗
- 「RIRI」（TDKレコード、TDCT-1019、1992年）
大阪湾／街の灯／手紙／夜来香／風の子守唄／明日天気になれ／星の海 月の舟／蘇州夜曲／チャイニーズドリーム／DC-9

## 著書
- 赤とんぼとんだ （現代書林、1991/11、張 麗華） ISBN 978-4876205240